# Бэнкрофт, Хьюберт Хоув
 Хьюберт Хоув Бэнкрофт (англ. Hubert Howe Bancroft; 5 мая 1832, Гранвилл, Огайо — 2 марта 1918, Сан-Франциско, Калифорния) — американский историк и этнолог. Посвятил свою жизнь изучению западной части США, Техаса, Калифорнии, Аляски, Мексики, Центральной Америки и Британской Колумбии.

## Биография

### Ранние годы
Родился Бэнкрофт 5 мая 1832 года в штате Огайо. Его родители были убеждёнными аболиционистами, а дом — одной из «станций» подпольной железной дороги.
В течение года молодой человек посещал академию в родном городе. Затем он стал клерком в книжном магазине своего родственника в Буффало, штат Нью-Йорк.

### Переезд в Калифорнию
В марте 1852 его послали основать офис компании в Калифорнии. Он достиг успеха в этом, а также занялся коллекционированием книг, собрав масштабную библиотеку из десятков тысяч томов. В 1900 году их было 45 000, а индексирование всего собрание заняло у шести человек десятилетие. В 1868 Бэнкрофт оставил бизнес ради науки, передав дела своему брату А. Л. Бэнкрофту.
Задумав создать большой и многотомный труд о ранней истории всей западной части американского континента от Аляски до Мексики, Бэнкрофт привлекал помощников, а затем проверял их работы. Самые важные главы он писал сам.

### Личная жизнь
Дважды состоял в браке, первая жена умерла при родах.

### Смерть
Скончался 2 марта 1918 в своём загородном доме в Уолнат-Крик, Калифорния, возрасте 85 лет. Газеты назвали «перитонит» в качестве причины смерти.

## Память
В честь учёного названы несколько школ, библиотека, созданная на основе его собрания книг, и дом-музей, вошедший в число исторических памятников США.

## Опубликованные работы
- The Native Races: Wild tribes (англ.). — D. Appleton[англ.], 1875. — Vol. I.
- The Native Races: Civilized nations (англ.). — D. Appleton[англ.], 1875. — Vol. II.
- The Native Races: Myths and languages (англ.). — Appleton, 1875. — Vol. III.
- The Native Races: Antiquities (англ.). — D. Appleton[англ.], 1875. — Vol. IV. (Remains and Ruins)
- The Native Races: Primitive History (англ.). — D. Appleton[англ.], 1876. — Vol. V.
- History of Central America. 1501-1530 (англ.). — History Company, 1888. — Vol. VI.
- History of Central America. 1530-1800 (англ.). — Bancroft & Co., 1883. — Vol. VII.
- History of Central America: 1801-1887 (англ.). — Bancroft & Co., 1887. — Vol. VIII.
- History of Mexico: 1516-1521 (англ.). — History Co., 1886. — Vol. IX.
- History of Mexico: 1521-1600 (англ.). — Bancroft & Co., 1883. — Vol. X.
- History of Mexico: 1600-1803 (англ.). — Bancroft & Co., 1883. — Vol. XI.
- History of Mexico: 1804-1824 (англ.). — Bancroft & Co., 1885. — Vol. XII.
- History of Mexico: 1824-1861 (англ.). — Bancroft & Co., 1885. — Vol. XIII.
- History of Mexico: 1861-1887 (англ.). — Bancroft & Co., 1888. — Vol. XIV.
- History of the North Mexican States and Texas: 1531-1800 (англ.). — Bancroft & Co., 1884. — Vol. XV.
- History of the North Mexican States and Texas: 1801-1889 (англ.). — History Co., 1889. — Vol. XVI.
- History of Arizona and New Mexico: 1530-1888 (англ.). — History Co., 1889. — Vol. XVII.
- History of California: 1542-1800 (англ.). — History Co., 1884. — Vol. XVIII.
- History of California: 1801-1824 (англ.). — History Co., 1885. — Vol. XIX.
- History of California: 1825-1840 (англ.). — Bancroft & Co., 1886. — Vol. XX.
- History of California: 1840-1845 (англ.). — History Co., 1886. — Vol. XXI.
- History of California: 1846-1848 (англ.). — History Co., 1886. — Vol. XXII.
- History of California: 1848-1859 (англ.). — History Co., 1888. — Vol. XXIII. (the Gold Rush years)
- History of California: 1860-1890 (англ.). — History Co., 1890. — Vol. XXIV.
- History of Nevada, Colorado, and Wyoming: 1540-1888 (англ.). — History Co., 1890. — Vol. XXV.
- History of Utah: 1540-1886 (англ.). — History Co., 1889. — Vol. XXVI.
- History of the Northwest Coast: 1543-1800 (англ.). — Bancroft & Co., 1884. — Vol. XXVII.
- History of the Northwest Coast: 1800-1846 (англ.). — History Co., 1890. — Vol. XXVIII.
- History of Oregon. 1834-1848 (англ.). — History Co., 1886. — Vol. XXIX.
- History of Oregon: 1848-1888 (англ.). — History Co., 1888. — Vol. XXX.
- History of Washington, Idaho, and Montana: 1845-1889 (англ.). — History Co., 1890. — Vol. XXXI.
- History of British Columbia: 1792-1887 (англ.). — History Co., 1887. — Vol. XXXII.
- History of Alaska: 1730-1885 (англ.). — History Co., 1886. — Vol. XXXIII.[5]
- California Pastoral: 1769-1848 (англ.). — Bancroft & Co., 1888. — Vol. XXXIV.
- California Inter Pocula (англ.). — History Co., 1888. — Vol. XXXV.
- Popular Tribunals (англ.). — History Co., 1887. — Vol. XXXVI.
- Popular Tribunals (англ.). — History Co., 1887. — Vol. XXXVII.
- Essays and Miscellany (англ.). — History Co., 1890. — Vol. XXXVIII.
- Literary Industries (англ.). — History Co., 1891. — Vol. XXXIX.[6] This volume gives an account of his methods of work.[7]
- The Early American Chroniclers (1883)
- Chronicles of the Builders of the Commonwealth: Historical Character Study (1891—1892)
- Book of the Fair (1893)
- Resources and Development of Mexico (1893)
- The Book of Wealth (1896)
- The New Pacific (1912)
- Retrospection, Political and Personal (1912, 1915)
- Why a World Centre of Industry at San Francisco Bay (1916)
- In These Latter Days (1917)